# Amin Maalouf

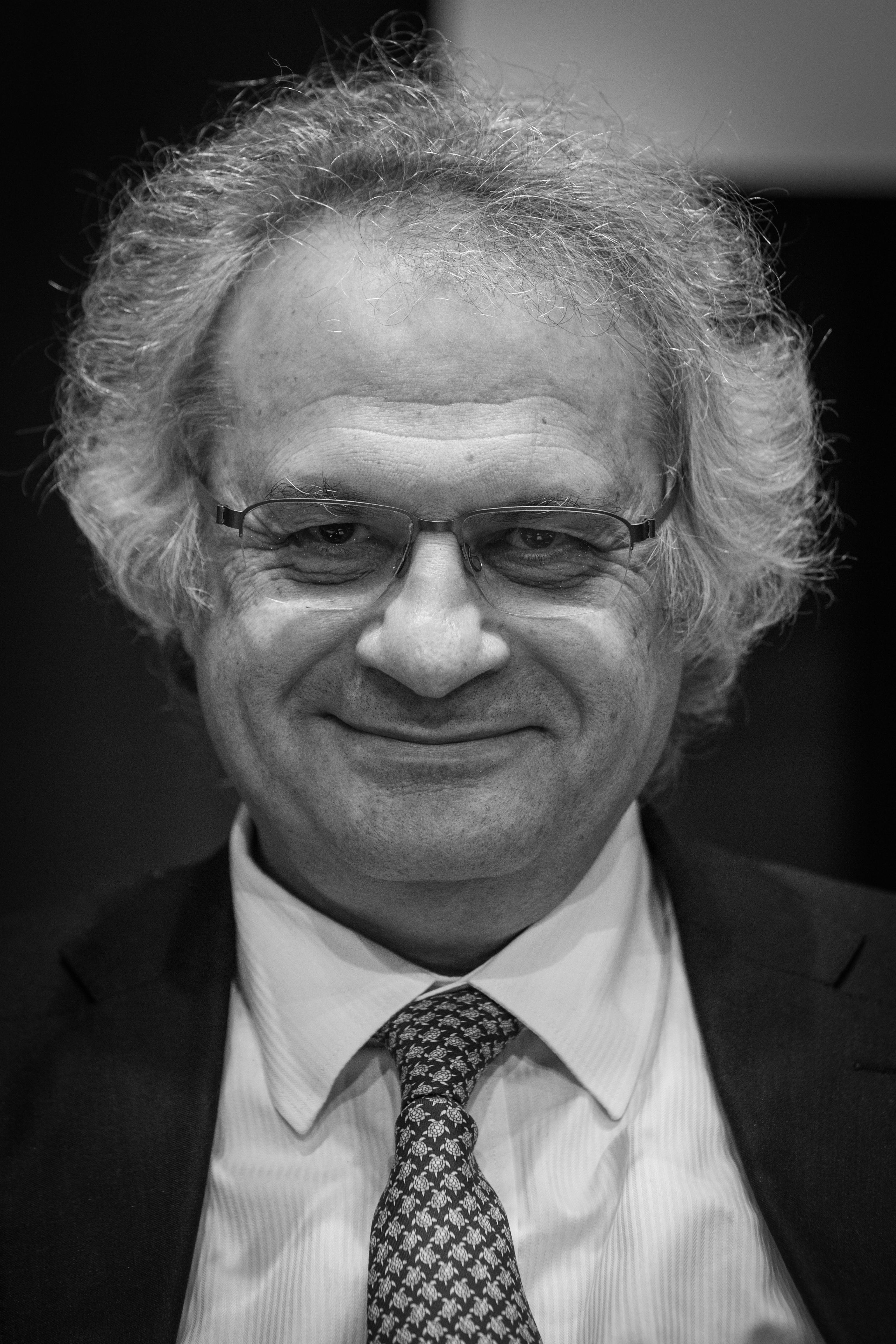
Amin Maalouf, 2013

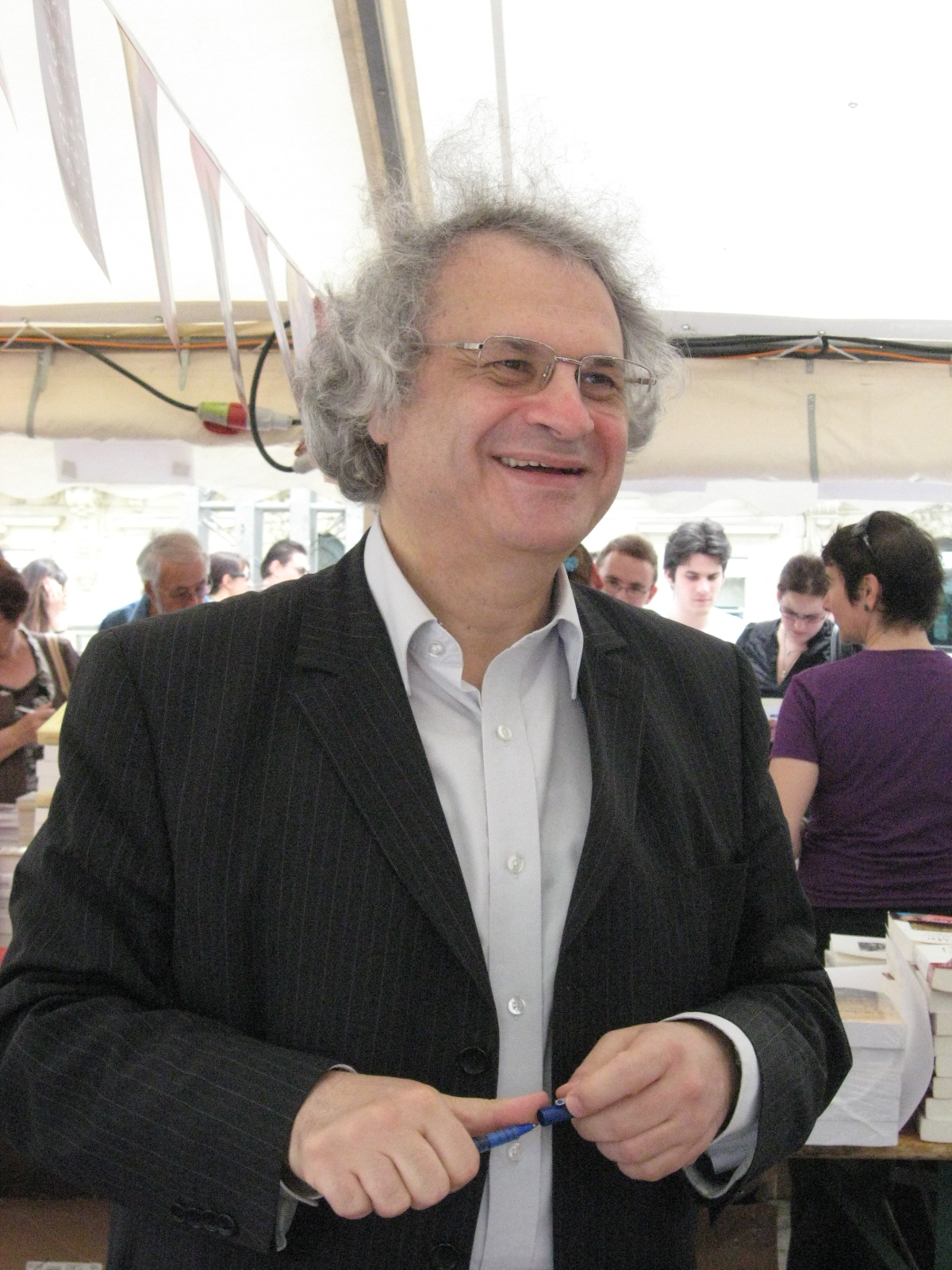
Amin Maalouf, 2009

Amin Maalouf, arabisch أمين معلوف (* 25. Februar 1949 in der Nähe von Beirut), ist ein libanesisch-französischer Schriftsteller.

## Leben
Amin Maaloufs Herkunft spiegelt die komplizierten Verhältnisse im Libanon wider. Seine Mutter kam aus einer maronitischen Familie, der Vater aus einer melkitischen Familie mit Verbindungen zum bedeutenden arabischen Stamm der Maalouf. Außerdem gab es unter seinen Vorfahren einen presbyterianischen Prediger und einen katholischen Priester.
Er wuchs im Libanon auf, besuchte Notre-Dame de Jamhour, eine Schule der Jesuiten, und studierte Soziologie an der Université Saint-Joseph. Danach arbeitete er als Journalist und war Redakteur bei der arabischsprachigen Tageszeitung An-Nahar. Er emigrierte zu Beginn des libanesischen Bürgerkrieges 1976 über Zypern nach Paris, wo er seitdem lebt. In den 1970er und 1980er Jahren war er dort Chefredakteur der Zeitschrift Jeune Afrique, schrieb nebenbei Belletristik und bereiste als Journalist Dutzende von Ländern, um beispielsweise aus Vietnam, Indien oder vom Irak-Iran-Krieg zu berichten. Maalouf beschloss 1985, als freischaffender Autor seine Zeit nur noch dem Schreiben zu widmen.
Seine Romane beschäftigen sich häufig mit historischen Themen. 1993 erhielt er für seinen Roman Der Felsen des Tanios den Prix Goncourt.
Zentrales Thema ist das Aufeinandertreffen verschiedener Religionen und Ethnien, wie etwa von Drusen und Christen im Libanon Mitte des 19. Jahrhunderts in Der Felsen des Tanios, wo die heterogenen Gruppen des Landes in die imperialen Rivalitäten Großbritanniens und Frankreichs um die Levante gerieten (siehe auch Geschichte des Libanon und Bürgerkrieg im Libanongebirge).
In seinem Buch Les croisades vues par les Arabes (auf Deutsch unter dem Titel „Der heilige Krieg der Barbaren“ publiziert) versucht Maalouf, die Kreuzzüge aus der Sicht der Araber zu beschreiben. Das Buch ist kein Roman, sondern ein Sachbuch, das auf Recherchen in zeitgenössischen arabischen Quellen basiert, und für den europäischen Leser ein völlig neues Licht auf die damaligen Ereignisse wirft. Hierbei handelt es sich nicht wie bei Francesco Gabrieli um eine Quellensammlung, sondern um Sekundärliteratur, die zwar Quellennachweise bietet, aber nicht in Form von Fußnoten.
Sein Roman Die Häfen der Levante erzählt die Biographie eines im Libanon geborenen Mannes armenisch-türkischer Abstammung, der nach Frankreich emigriert und in der Résistance kämpft, sich in eine jüdische Frau aus Österreich verliebt, die nach Palästina auswandert. Später kehrt er in den Libanon zurück und wird dort Zeuge und Opfer des Nahost-Konfliktes.
Dieser Roman wurde auch in einem TV-Feature des Bayerischen Rundfunks vorgestellt.
Sein Roman Die Spur des Patriarchen. Geschichte einer Familie erzählt eigentlich nicht die Geschichte der hochangesehenen Familie Maalouf, sondern die Geschichte der Nachforschungen des Enkels, der alle Aussagen mit Briefen, Tagebüchern und weiteren schriftlichen Dokumenten belegt. Geschickt gelingt es, die Vielschichtigkeit verschiedener Personen der Generation des Großvaters aufzuzeigen, ohne dass der Autor urteilt oder gar verurteilt. So wird an manchen Stelle eine persönliche Familiengeschichte transparent. Dahinter erscheinen dann aber allgemeine menschliche Fragen und Grundmuster der libanesischen Gesellschaft. Besonders diskussionswürdig und bemerkenswert ist das vernichtende Fazit über den Einfluss der Religion, das die Großmutter am Ende des Buches zieht: Wenn die Religion in einer Familie fehle, sei es eine Tragödie, aber wo zu viel Religion sei, sei es nicht besser.
Der historische Roman Leo Africanus handelt von einem gelehrten Muslim, der in die Hände der Christen fällt und als Sklave an den päpstlichen Hof kommt. Die Hauptfigur des Romans ist einer historischen Person (frühes 16. Jahrhundert) entlehnt. In Das Jahrhundert nach Beatrice (auch Wiederkehr des Skarabäus) greift Maalouf ein soziologisches Phänomen auf – die Bevorzugung des männlichen Nachwuchses in vielen Ländern der Dritten Welt. Mittels einer Science-Fiction-Idee (ein Medikament, das die Geburt von Mädchen verhindert) extrapoliert er diese besorgniserregende Entwicklung in die Zukunft und schildert in einem melancholischen Katastrophenroman das Ende der Welt, wie wir sie kennen.

## Preise und Auszeichnungen
- 1993: Prix Goncourt für Le rocher de Tanios
- 1998: Premio Vittorini für Gli scali del levante[3]
- 1999: Prix européen de l’essai Charles Veillon für sein Werk Les Identités meurtrières
- 2010: Prinz-von-Asturien-Preis in der Kategorie Literatur
- Am 23. Juni 2011 wurde Maalouf auf den Fauteuil 29 der Académie française gewählt, als Nachfolger von Claude Lévi-Strauss.[4] Im September 2023 wurde er als Nachfolger von Hélène Carrère d’Encausse zu ihrem Ständigen Sekretär gewählt.
- 2020: Premio Malaparte

## Werke
Romane
- Die Verunsicherten. Arche, Zürich – Hamburg 2014, ISBN 978-3-7160-2702-8. (Les désorientés. 2012).
- Die Felsen des Tanios. Suhrkamp, Frankfurt a. M. 2004, ISBN 3-518-45571-0 (Le rocher de Tanios, Paris, Grasset 1993).
- Leo Africanus. Der Sklave des Papstes. Suhrkamp, Frankfurt a. M. 2000, ISBN 3-518-39621-8 (Léon l’Africain. 1986, übersetzt von Bettina Klingler und Nicola Volland). Neuausgabe unter dem Titel Der Geograph des Papstes: Leo Africanus. Historischer Roman. Insel Verlag, Berlin 2012, ISBN 978-3-458-35829-9.
- Der Mann aus Mesopotamien. Droemer Knaur, München 1994, ISBN 3-518-39955-1.
- Die Reisen des Herrn Baldassare. Insel Verlag, Frankfurt a. M. 2001, ISBN 3-518-45531-1; auch (mit der Übersetzung von Ina Kronenberger) Suhrkamp, Frankfurt am Main (= suhrkamp taschenbücher. Band 3531.) Originaltitel: Le périple de Baldassare. Paris, Grasset 2000.
- Samarkand. (Samarcande (1988)) Droemer Knaur, München 1995, übersetzt von Widulind Clerc-Erle Suhrkamp, Frankfurt am Main 2001, ISBN 3-518-39690-0.
- Wiederkehr des Skarabäus. Droemer Knaur, München 1995, ISBN 3-485-00680-7. Neuausgabe als Das erste Jahrhundert nach Beatrice. Suhrkamp, Frankfurt a. M. 2004, ISBN 3-518-45619-9.
- Die Häfen der Levante (Originaltitel Les échelles du Levant. 1996). Suhrkamp, Frankfurt a. M. 1997, ISBN 3-518-39506-8.
- Die Spur des Patriarchen. Geschichte einer Familie (OT 2004 Origines). Insel Verlag, Frankfurt a. M. 2005, ISBN 3-458-17262-9.

Sachbücher
- Der Heilige Krieg der Barbaren. Die Kreuzzüge aus der Sicht der Araber. Diederichs, München 1996, ISBN 3-89631-420-3; dtv 2003, ISBN 3-423-34018-5.

Essays
- Mörderische Identitäten Suhrkamp Verlag Frankfurt a. M. 2000, ISBN 3-518-12159-6 (Originaltitel Les identités meurtrières. Übersetzt von Christian Hansen). 1999: Prix européen de l’essai Charles Veillon.
- Die Auflösung der Weltordnungen. Suhrkamp Verlag, Berlin 2010, ISBN 978-3-518-42162-8 (übersetzt von Andrea Spingler).

Libretti
- L’amour de loin. Oper. Musik (1999/2000): Kaija Saariaho. UA 2000 Salzburg
- Adriana Mater. Oper. Musik: Kaija Saariaho. UA 2006 Paris
- La passion de Simone. Oratorium. Musik: Kaija Saariaho. UA 2006 Wien

## Kritik
„Daß diese ganze unglaubliche, aber leider nicht unmögliche Geschichte dem Leser nahegeht, liegt an Maaloufs Geschick, das alles aus der Sicht eines Mannes zu erzählen, dem seine Tochter über alles geht – eben die besagte Béatrice des Titels. Das Tempo der Erzählung ist bedächtig, eben das eines gründlich seine Worte wägenden Wissenschaftlers (der Ich-Erzähler ist ein Insektenkundler, dem alle Gliedertiere lieber sind als all die Verwicklungen des menschlichen Lebens)… Aus Indien und China sind seit längerer Zeit Statistiken bekannt, aus denen klar hervorgeht, daß der Wunsch nach Söhnen das demographische Gleichgewicht heute schon dramatisch gestört hat. Die Erfindung von so etwas wie der „Substanz“ würde diese Vorgänge nur beschleunigen. Insofern leistet Maalouf mit seinem trotz aller katastrophalen Szenarien wundervollen kleinen Roman einen wichtigeren Beitrag zur Zukunft als all die selbsternannten Futurologen mit ihren Internetphantasien und Gentechnikspintisierereien. Zumal sein Buch – um auch das wenigstens zu erwähnen – ein sehr schönes Beispiel dafür ist, daß man einen thematisch wie literarisch anspruchsvollen SF-Roman schreiben kann, ohne in Figurengestaltung, Komposition oder Sprache qualitative Zugeständnisse machen zu müssen.“